# Renaat De Ceulaer

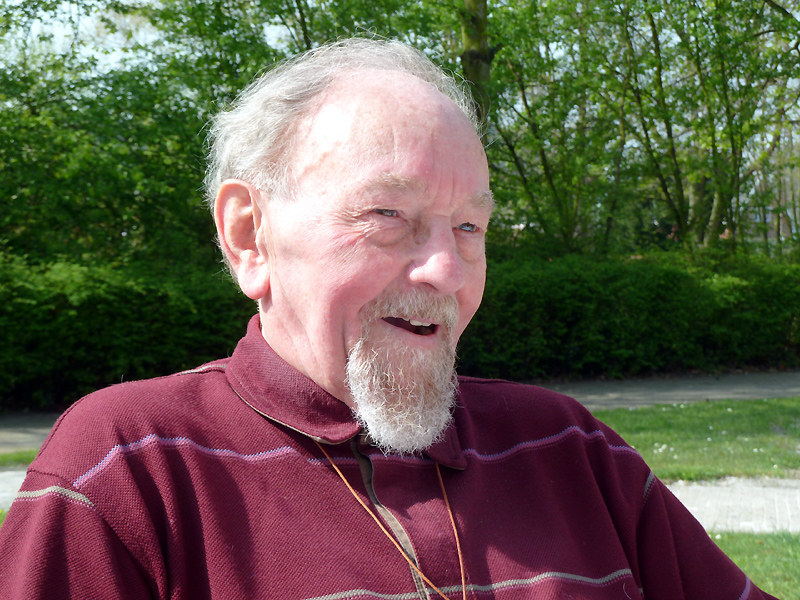
Pater De Ceulaer in Berlaar, april 2011

Renaat De Ceulaer S.C.I. (Bouwel, 11 september 1929 – Berlaar, 22 juli 2015) was een missionaris uit België van de Priestercongregatie van het Heilig Hart van Jezus. Hij was leraar en deed missiewerk in Kongo (Stanleystad, Basoko, Bengamisa) van 1955 tot 1978. In 1964 werden 28 van zijn confraters door de opstandige Simba's gedood. Pater De Ceulaer dreigde eveneens te worden geëxecuteerd maar werd op het nippertje bevrijd.

## Loopbaan
De Ceulaer begon zijn missiewerk in 1955 als leraar aan het college te Stanleystad (nu Kisangani). In 1958 werd hij ‘broussepater’ in Basoko: hij leidde catechisten op en bezocht hen in de afgelegen dorpen. In 1959 beslisten zijn superieuren dat hij weer les moest gaan geven, dit keer aan het Institut Supérieur d’Agriculture de Bengamisa. In 1960, met de onafhankelijkheid van Congo, veranderde de sfeer. Vele blanken vertrokken en de moord op Lumumba zorgde voor veel onrust.
In 1964 veroverden gewapende Simba’s grote delen van Oost-Kongo. In het begin kwamen er nog geruststellende berichten maar toen in augustus de paters en zusters overal werden opgepakt (witte paters, norbertijnen, dominicanen, franciscanen, …) en met bussen naar Kisangani werden gebracht was niemand nog een moment gerust. Bisschop Kinsch was in Rome voor het concilie en bisschop Joseph Wittebols besliste te blijven.
Samen met zijn dorpsgenoot, pater Frans Paepen, werd De Ceulaer in september 1964 door Simba’s opgepakt. In Bengamisa zouden ze worden geëxecuteerd: 45 minuten stonden ze er voor een executiepeloton. Zij biechtten en gaven elkaar de absolutie maar de executie ging niet door. Samen met pater Bruggeman (Nl) en een vijftal zusters werden ze per open vrachtwagen naar Kisangani gebracht. Aan de brug over de Tshopo zagen ze hoe Simba’s lijken in de rivier aan het gooien waren. Ze werden naar Hôtel des Chutes gebracht waar ze in de grote zaal samen met een paar honderd Belgen 3 dagen en nachten doorbrachten. De zusters franciscanessen van Kisangani werden er ook binnengebracht. De Simba’s beslisten dan dat alle paters en broeders naar het internaat van de Maristen moesten. Mgr. Fataki kwam hen er regelmatig bezoeken, wat niet zonder levensgevaar was. Op 24 november 1964 werden de missionarissen door de huurlingen van Bob Denard bevrijd en naar België overgevlogen.
In oktober 1965 stond De Ceulaer klaar om terug naar de missie van Kisangani te gaan toen het bericht kwam dat Mobutu de komst van missionarissen had verboden. In 1966 lukte het wel; De Ceulaer werd pastoor van twee parochies van Kisangani.
In 1978 kwam De Ceulaer definitief terug naar België. Hij leidde drie jaar het Centrum voor Missionaire Instituten (CMI) in Brussel en volgde in 1981 Eddy Wynen op als procurator. In de procure richtte hij een missiemuseum van de Priesters van het Heilig Hart in. Vanaf 2008 was hij aalmoezenier in het woonzorgcentrum Sint-Augustinus in Berlaar. Hij overleed in 2015 op 85-jarige leeftijd.

## Foto's

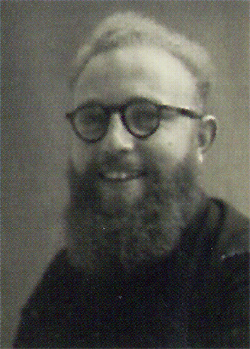
Renaat De Ceulaer bij zijn eerste afreis naar Kongo
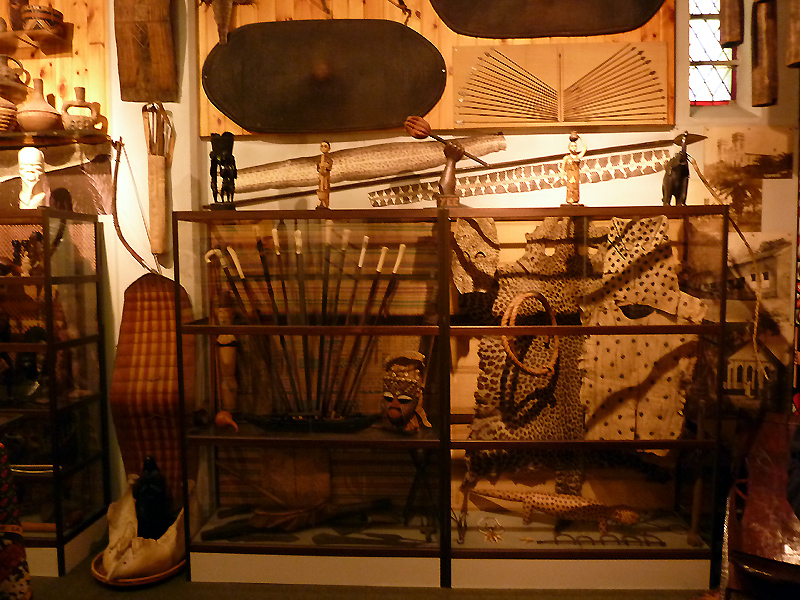
Missiemuseum SCJ Brussel
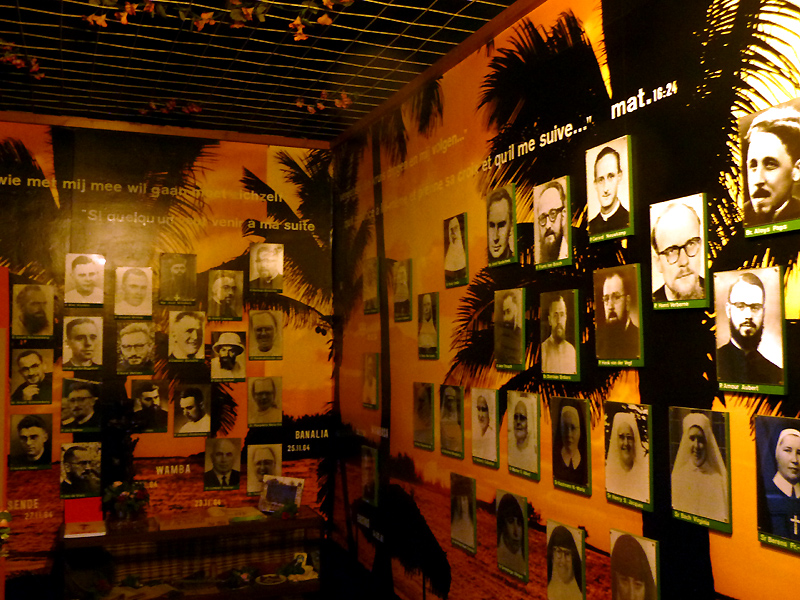
Missiemuseum SCJ Brussel
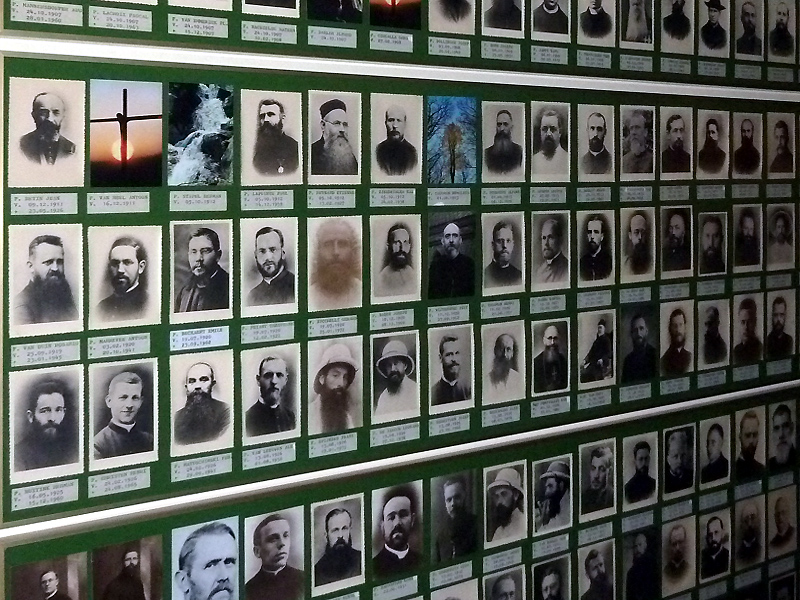
Missiemuseum SCJ Brussel
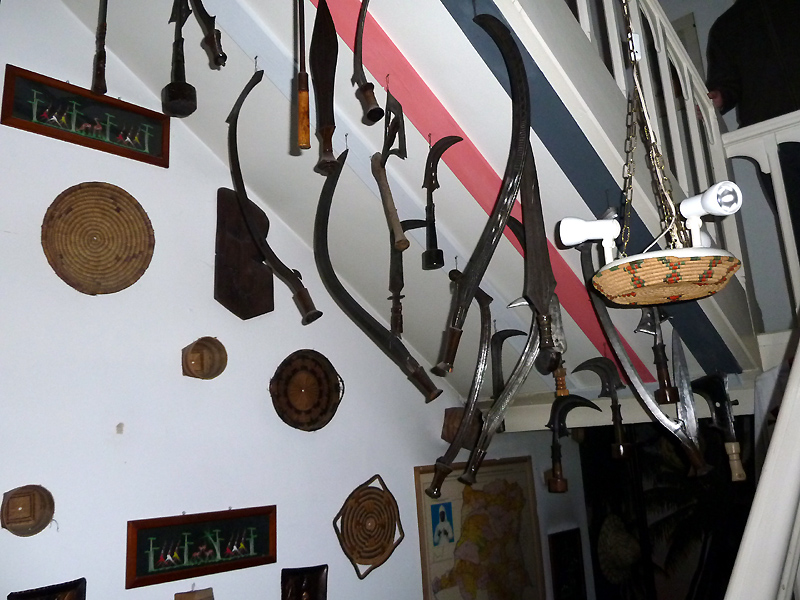
Missiemuseum SCJ Brussel